# Naz Reid
Nazreon Hilton Reid (ur. 26 sierpnia 1999 w Asbury Park) – amerykański koszykarz, występujący na pozycjach silnego skrzydłowego lub środkowego, aktualnie zawodnik Minnesoty Timberwolves.
W 2017 wziął udział w Adidas Eurocampie. Rok później wystąpił w meczu gwiazd amerykańskich szkół średnich – McDonald’s All-American. 
W 2019 reprezentował Minnesotę Timberwolves podczas letniej ligi NBA.

## Osiągnięcia
Stan na 6 listopada 2019, na podstawie, o ile nie zaznaczono inaczej.
NCAA
- Uczestnik rozgrywek Sweet 16 turnieju NCAA (2019)
- Mistrz sezonu regularnego konferencji Southeastern (SEC – 2019)
- Zaliczony do składu najlepszych pierwszorocznych zawodników:
  - NCAA – Kyle Macy Freshmen All-America Team (2019 przez Collegeinsider.com)
  - SEC (2019)
- Najlepszy pierwszoroczny zawodnik tygodnia SEC (11.02.2019)